# Propagació de les plantes

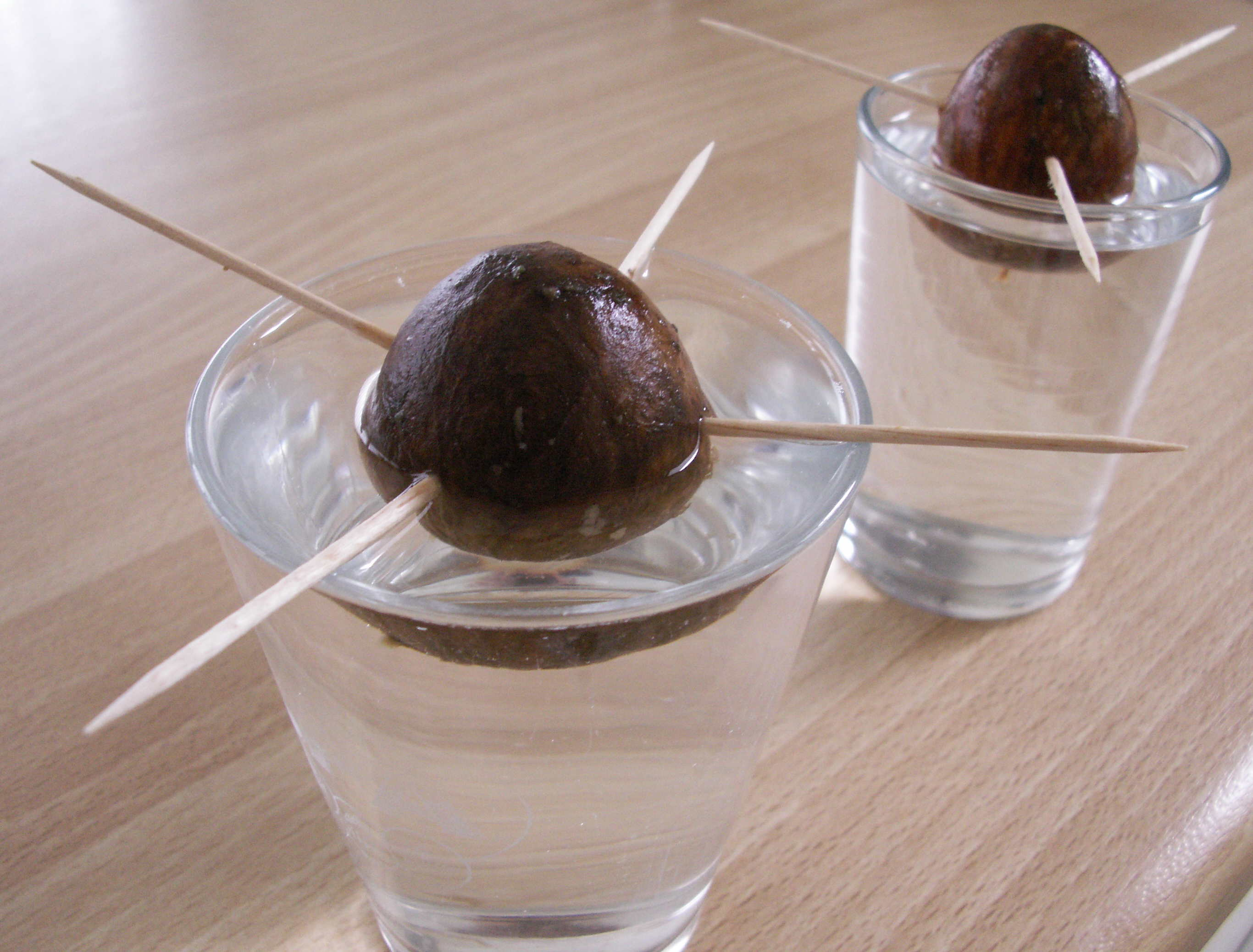
El fruits tropicals com les llavors d'alvocat també es beneficien de tractaments especials

La propagació de les plantes és el procés de crear noves plantes a partir d'una varietat de fonts: llavors, esqueixos, bulbs i altres parts de les plantes. La propagació de les plantes de vegades es diferencia de la seva multiplicació (per reproducció sexual), referint-se aleshores la propagació exclusivament a la via vegetativa (reproducció asexual).
D'altra banda la propagació de les plantes es pot referir a la dispersió natural o artificial de les plantes.

## Propagació sexual (llavor)
Les llavors i les espores es poden fer servir per a la reproducció, mitjançant la sembra. Algunes espècies produeixen llavors que resulten de germinació difícil i necessiten unes condicions especials per a fer-ho com són l'estratificació. Algunes plantes triguen força anys a produir les llavors. D'altres és preferible no utilitzar les llavors, per exemple per donar caràcters regressius com passa en la carxofera que les plantes originades per llavors donen capítols florals amb punxes.

## Propagació asexual
Les plantes tenen un gran nombre de mecanismes per la reproducció vegetativa o asexual. Alguns tenen avantatges pels horticultors per a reproduir clons ràpidament. L'apomixi (llavors produïdes sense fertilització) és reproducció asexual però no pas reproducció vegetativa.

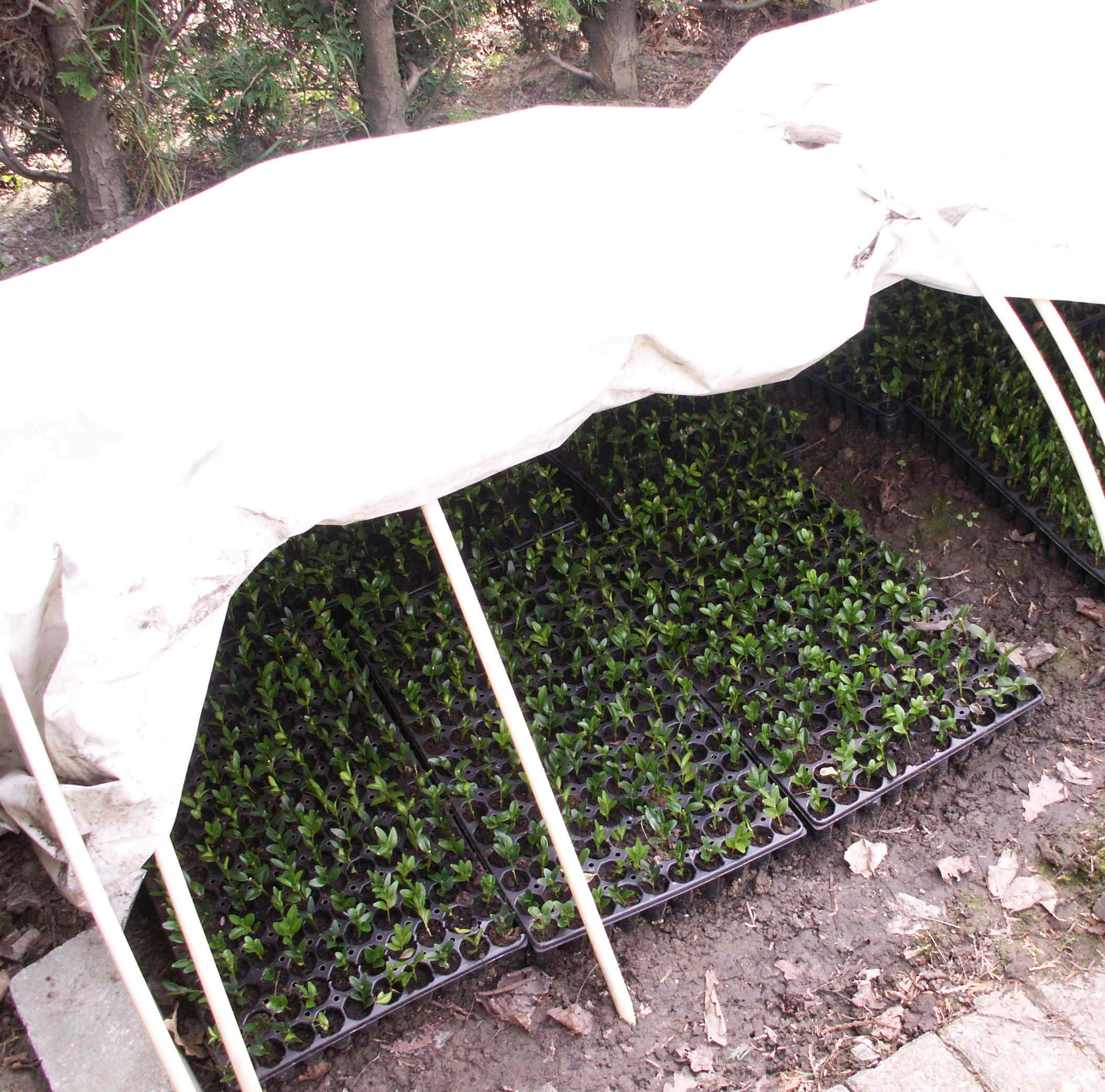
Esqueixos arrelant en ambient controlat

Les tècniques de reproducció vegetativa inclouen:
- Murgonar en l'aire o a la terra
- Divisió
- Empelt i empelt de borró
- Micropropagació
- Estolons
- Òrgan d'emmagatzematge com són els bulbs, corms, tubercles i rizoma
- Esqueix
- Propagació de bulbs amb placa